# NCT Dream
NCT Dream – trzecia oficjalna podgrupa południowokoreańskiego boysbandu NCT. Została założona przez SM Entertainment w 2016 roku. Została utworzona jako podgrupa dla nastoletnich członków NCT, ale ta koncepcja została zmieniona w 2020 roku.
Grupa zadebiutowała 24 sierpnia 2016 roku wydając cyfrowy singel „Chewing Gum”, w siedmioosobowym składzie: Mark, Renjun, Jeno, Haechan, Jaemin, Chenle i Jisung (wówczas w średnim wieku 15,6 lat). NCT Dream zdobyli uznanie na całym świecie jako nastoletni artyści, znani z muzyki odzwierciedlającej rozwój młodzieży. Narracja ich tytułów przekazuje przemyślenia na temat różnych etapów rozwoju nastolatków, z przejścia od niewinności do buntu i wzrostu. Sukces komercyjny ich minialbumu z 2019 roku, We Boom, uczynił ich jednym z 10 najlepiej sprzedających się artystów z Korei Południowej w 2019 roku i przyniósł im nagrody Bonsang podczas 34. Golden Disc Awards i 2020 Seoul Music Awards.
Chociaż podgrupa NCT Dream została początkowo przyjmowała członków w oparciu o ich wiek, a po osiągnięciu przez nich koreańskiego wieku 20 lat (19 lat międzynarodowo) opuszczali grupę, to w 2020 roku SM Entertainment ogłosiło zaprzestanie stosowania tego systemu. Tym samym do podgrupy powrócił jej były członek – Mark, a NCT Dream kontynuuje działania jako elastyczna grupa z siedmioma członkami.

## Dyskografia

### Albumy studyjne
- Hot Sauce (2021)
- Hello Future (2021, repackage Hot Sauce)
- Glitch Mode (2022)
- Beatbox (2022, repackage Glitch Mode)
- ISTJ (2023)

### Minialbumy
- We Young (2017)
- We Go Up (2018)
- We Boom (2019)
- The Dream (2020)
- Reload (2020)
- Candy (2022)

### Single album
- The First (2017)
- Best Friend Ever (2023)

## Trasy koncertowe
- NCT Dream Show (2018)
- NCT Dream Tour "The Dream Show" (2019)
- NCT DREAM Tour "In a dream" (2023)